# 犹太保卫同盟
犹太保卫同盟（Jewish Defense League，縮寫JDL），是猶太極右派宗教政治激進組織。同盟目標是“用一切必要手段保護猶太人以免於受到反猶太主義的威脅”。雖然同盟聲稱自己“毫不含糊地譴責恐怖主義”，並主張“決不容忍的政策以對抗恐怖主義和其他重罪的行為”，2001年，美國聯邦調查局仍將JDL歸類為“右翼恐怖組織”。 根據聯邦調查局的資料，JDL一直參與策劃及執行在美國的恐怖行動。

## 歷史

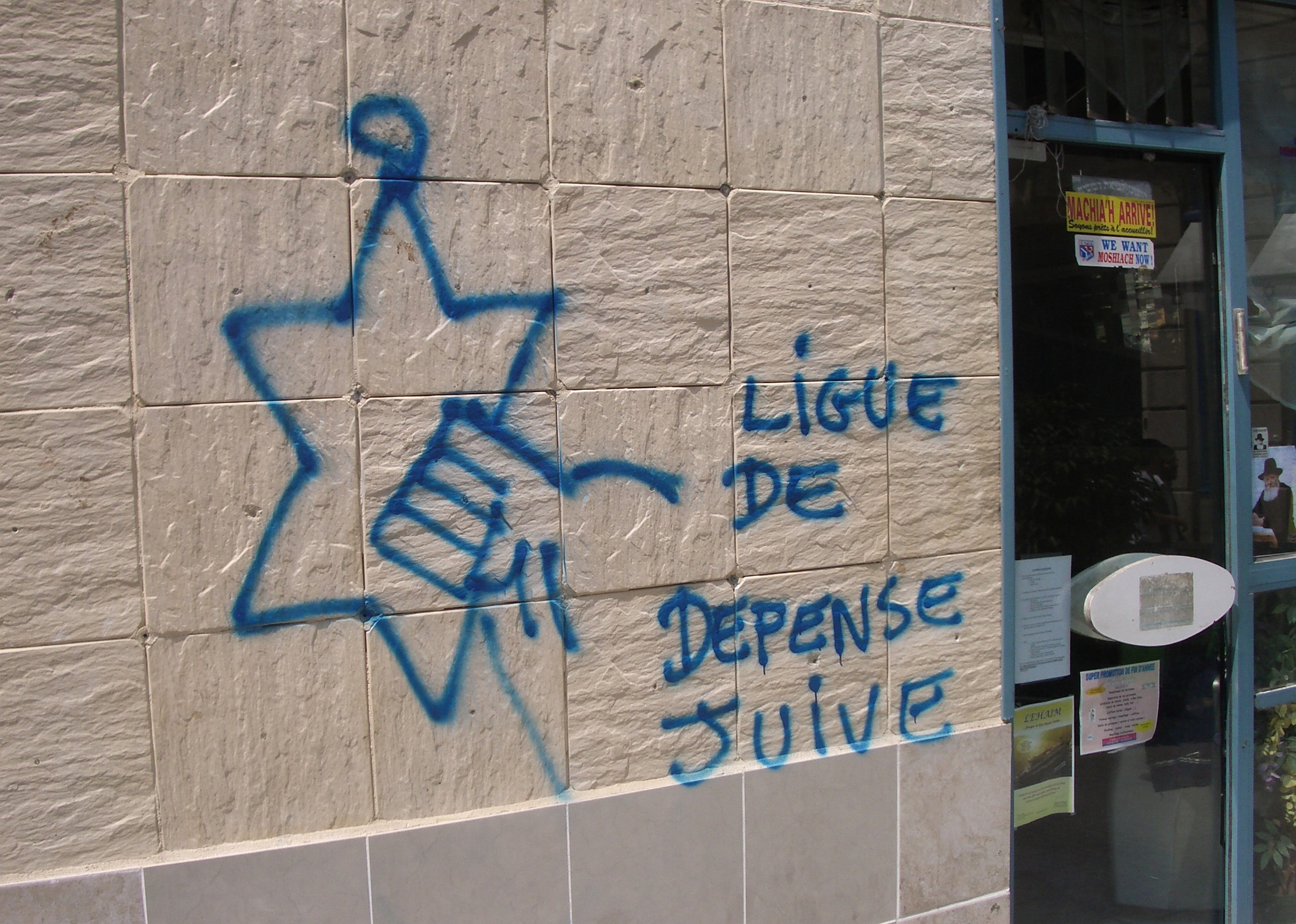
2006年7月14日，黎巴嫩戰爭爆發後不久，出現在巴黎玛莱区的猶太保衛同盟塗鴉。

1968年，梅爾·卡漢在紐約市創立犹太保卫同盟，目的是在當地反猶太主義氛圍下保護猶太人。 JDL批判蘇聯，因而贏得支持，從“治安維持會”而逐漸轉型成為一個號稱會員數多達15,000人的組織。 他們對在美阿拉伯人及蘇聯財產發動炸彈攻擊，暗殺所謂的“猶太人的敵人”，從阿拉伯裔美國政治活動家到新納粹分子都成為目標。一些JDL成員涉及在美國和其他國家的暴力，甚至是致命的攻擊，包括1985年美國─阿拉伯反歧視委員會地區主任亞歷克斯·奧德赫謀殺案、1994年的易卜拉欣大慘案和2001年刺殺美國國會議員達雷爾·伊薩的計畫。 國家預防恐怖主義紀念研究所，是由美國國土安全部資助的合約承包商及顧問公司，在其建立的恐怖主義數據庫中，JDL被標識為“前恐怖組織。” 而JDL的網站上則說，它反對恐怖主義。
1994年，基於威脅國家安全，JDL的姐妹組織凱煦、卡漢永生均被視為恐怖組織，而禁止在以色列境內活動。 JDL在美國和歐盟也遭到禁止。然而，“犹太保卫同盟加拿大總部”仍然是合法的，儘管它與被禁組織具有相同的思想、目標和標識。 然而，JDL在法國分支機構則是非法的。 好幾位JDL成員和領導者死於非命，包括卡漢本身。
2014年6月，2名JDL支持者以自製炸彈襲擊《志工圈》（Cercle des Volontaires）博客猶太共同創辦人。
2015年，JDL支持者攻擊巴黎法新社大樓，襲擊記者大衛（David Perrotin）。